# ジーナ・パーキンス
ジーナ・パーキンス（Zeena Parkins、1956年 - ）は、フリー・インプロヴィゼーションやジャズを専門とするアメリカのハープ奏者。彼女はスタンダードなハープばかりでなく、さまざまなカスタム・エレクトリック・ハープを演奏する。また、ピアノやアコーディオンも演奏してきた。現在、ミルズカレッジにて作曲コースの客員教授を務めている。

## 略歴
1956年にミシガン州デトロイトで生まれた彼女は、バード大学で学び、1984年にニューヨークへと居を移した。
彼女の作品はソロ演奏から大規模アンサンブルまで多岐にわたっている。その作品には、スタンダードなハープやエレクトリック・ハープの他に、フォーリーサウンド、フィールドレコーディング、アナログシンセサイザー、サンプラー、オシレーター、自家製楽器なども使用されている。
いくつかソロでのレコーディングをしているほか、ビョーク、ジョン・ゾーン（COBRAでの公演を含む）、エリオット・シャープ、イクエ・モリ、ブッチ・モリス、ティン・ハット・トリオ、ジム・オルーク、フレッド・フリス、クリス・カトラー、リー・ラナルド、ネルス・クライン、ポーリン・オリヴェロス、アンソニー・ブラクストン、マトモス、オノ・ヨーコ、クリスチャン・マークレー、コートニー・ラブのバンドであるホールなどと一緒に録音や演奏を行ってきた。
パーキンスは、No Safety、ニューズ・フロム・ベイブル、スケルトン・クルー、フレッド・フリスのレビューバンドであるキープ・ザ・ドッグなど、数多くの実験的なロック・バンドにメンバーとして在籍した。2008年3月に、フリス、パーキンス、カーラ・キールシュテット、マシアス・ボッシ、およびザ・ノルマン・コンクエストからなる、フリスが結成したクインテット、コーザ・ブラーヴァ (Cosa Brava)に加わった。
パーキンスは、John Jasperse Company、Jennifer Monson、Neil Greenberg、Emmanuelle Vo-Dinh、BodyCartography Project、Jennifer Laceyといったダンス・カンパニーや振付師と頻繁に仕事をしており、「楽譜作成における持続的な業績」を認められてベッシー賞（Bessie Awards）を受賞した。また、パーキンスは1997年に現代芸術財団よりアーティスト賞として助成金を授与された。
加えて、ビデオ・アーティストのJanene Higginsや、ビジュアル・アーティストのDaria Martin、Cynthia Madansky、Mandy McIntoshとも仕事している。

## ディスコグラフィ

### ソロ・アルバム
- Something Out There (1987年)
- Nightmare Alley (1993年)
- 『イザベル』 - Isabelle (1995年)
- Mouth=Maul=Betrayer (1996年)
- No Way Back (1998年)
- Pan-Acousticon (1999年)
- Necklace (2006年)
- Between the Whiles (2010年) [4]
- Double Dupe Down (2012年)
- Three Harps, Tuning Forks & Electronics (2016年)
- Captiva (2018年)

### 参加アルバム
ビョーク
- 『テレグラム』 - Telegram (1996年)
- 『ヴェスパタイン』 - Vespertine (2001年)
- 『拘束のドローイング9』 - Drawing Restraint 9 (2005年)
- 『バイオフィリア』 - Biophilia (2011年)

アレックス・クライン
- For People in Sorrow (2013年)

ネルス・クライン
- The Inkling (2000年)
- Destroy All Nels Cline (2001年)
- Macroscope (2014年)
- Lovers (2016年)

フレッド・フリス
- The Country of Blinds (1986年) ※スケルトン・クルー名義
- 『ステップ・アクロス・ザ・ボーダー』 - Step Across the Border (1990年)
- That House We Lived In (1991年 [2003年])
- Stone, Brick, Glass, Wood, Wire (1999年)
- Traffic Continues (2000年) ※with アンサンブル・モデルン
- Ragged Atlas (2010年) ※コーザ・ブラーヴァ名義
- The Letter (2012年) ※コーザ・ブラーヴァ名義

ニューズ・フロム・ベイブル
- Work Resumed on the Tower (1984年)
- Letters Home (1986年)

マーク・リボー
- 『レクイエム・フォー・ホワッツ・ヒズ・ネーム』 - Requiem for What's His Name (1992年)

ジョン・ゾーン
- 『コブラ』 - Cobra (1987年)
- John Zorn's Cobra: Live at the Knitting Factory (1997年)
- The Bribe (1998年)

ティン・ハット・トリオ
- 『ブック・オブ・シルク』 - Book of Silk (2004年)

ボビー・プレヴァイト
- Terminals (2014年)

ポーリン・オリヴェロス
- Presença Series #01 (2014年)

### 映像作品
- Roulette TV: Janene Higgins & Zeena Parkins (2001年)
- April in New York – Bobby Previte (2007年)